# Варшава-Охота
Варшава-Охота (пол. Warszawa Ochota) — пасажирська станція польської залізниці, розташована між станціями Варшава-Середмістя та Варшава-Західна. Обслуговує приміські маршрути. 
Розташована у варшавському районі Воля на Єрусалимському проспекті 58, на площі Артура Завіші. За класифікацією PKP має категорію агломераційної станції. Станція включає операційну будівлю, якою керує PKP, платформи 1, керованої PKP PLK, та обслуговування поїздів SKM у Варшаві та KM, платформи 2, що експлуатується WKD. Станція з платформою 1 відкрита 29 вересня 1963 року, а платформа 2 введена в експлуатацію 8 грудня 1963 року. У 2007–2009 роках будівля станції відреставрована, а в 2012 році внесена до муніципального реєстру пам'яток.
На 2018 рік станція обслуговувала 9 600 пасажирів на добу.

## Історія
У 1954–1962 роках Арсеніуш Романович та Пйотр Шиманяк розробили проєкт станції, який був умовно названий «Warszawa Zawisza» або «Warszawa Zawisza». Було створено кілька варіантів об'єкта. Згідно початкових планів, він повинен був знаходитися на захід від вул. Товарової, але врешті-решт був переміщений на схід від вулиці. У 1954–1963 роках, поряд з іншими версіями проєктів, станцію спорудило «Przedsiębiorstwo Robót Kolejowych № 7». Залізнична станція під назвою Варшава-Охота відкрита 29 вересня 1963 року, а 8 грудня того ж року введена в експлуатацію WKZ Варшава-Охота., що займала другу платформу об'єкта.
У вересні 1963 року перед відкриттям станції було оголошено, що в 1964 році буде введено в експлуатацію ескалатор, який повинен бути протестований для подальшого впроваження системи ескалаторів на Центральному вокзалі. Ескалатор запущений на початку 1965 року, однак в 1980-х роках був демонтований. З часом також були демонтовані три неонові вивіски — дві з написом «Warszawa Ochota», розміщені на павільйоні станції, та рекламний стовп PKP та WKD. Дизайнерами вивісок були Броніслав Вичех, Теодор Адамський, Яцек Вичковковський, Мечислав Засадєнь, Е. Холева та Х. Храбаловська.
В середині вересня 2007 року було оголошено тендер на реконструкцію станції. Спочатку планувалася лише реконструкцією, але врешті реконструкція була проведена з метою отримання первісного вигляду об'єкта з використанням нових матеріалів. Головним дизайнером модернізації був Генрик Лагуна зі студії «Maas». Ремонт здійснювала компанія «Complex Bud». На початку 2009 року в залі вокзалу було замінено оздоблювальні матеріали, фрагменти підлоги, освітлення та інфраструктуру, встановлено систему відеоспостереження. Фасад будівлі був покритий захисним покриттям, покриття даху замінено на нове. Відремонтовано сходи з виходом до платформи, тоді як самі платформи залишились не оновленими. Через проблеми із власністю на землю в районі павільйону залізничного вокзалу реконструкція стовпа з неоновими вивісками PKP та WKD також не була завершена. У середині червня 2009 року було встановлено пандус для людей з обмеженими можливостями, що веде до платформи.
У 2008 році збудовано сходи, що ведуть з платформи на вул. Товарова. У наступні роки оновлено огорожу. У 2014 році сходи демонтовані.
24 липня 2012 року будівля була внесена до муніципального реєстру пам'яток під номером WOL20359.
У жовтні 2013 року «ZTM Warszawa» запропонував змінити назву зупинки на «Warszawa Plac Zawiszy». Після непогодження муніципалітетом ідея була відкликана.
У першій половині 2014 року відкрито доступ до безкоштовного Wi-Fi.

## Напрямки сполучення
Через станцію проходять поїзди ліній Szybka Kolej Miejska та Koleje Mazowieckie. Поїзди приміської залізниці проходять через сусідній зупинний пункт Варшава-Охота WKD.
На жовтень 2012 року станція обслуговувала близько 20 тисяч пасажирів на добу.
| Перевізник | Лінія | Маршрут |               |
| ---------- | ----- | --- | ------------- |
| SKM        | S1    | Отвоцьк – Варшава-Охота – Прушкув | [ 5 ]         |
| SKM        | S2    | Сулеювек-Мілосна – Варшава-Охота – Аеропорт Шопена | [ 5 ]         |
| KM         | R1    | Варшава-Східна – Варшава-Охота – Скерневиці | [ 5 ]         |
| KM         | R2    | Варшава-Західна – Варшава-Охота – Лукув | [ 5 ]         |
| KM         | R3    | Варшава-Східна – Варшава-Охота – Лович-Головний | [ 5 ]         |
| KM         | R7    | Варшава-Західна – Варшава-Охота – Демблін | [ 5 ]         |
| KM         | R8    | Варшава-Східна – Варшава-Охота – Радом | [ 5 ]         |
| WKD        | A1    | Варшава-Середмістя WKD – Варшава-Охота WKD – Гродзиськ-Мазовецький Радоньська Мілянувек-Грудув – Варшава-Охота WKD – Варшава-Середмістя WKD (в одному напрямку) | [ 31 ] [ 32 ] |
| WKD        | A12   | Варшава-Середмістя WKD – Варшава-Охота WKD – Мілянувек-Грудув (в одному напрямку)                                                                               | [ 31 ] [ 32 ] |